# 1. indokinesiske krig
Den første indokinesiske krig eller Den fransk-vietnamesiske krig blev udkæmpet i Indokina fra 19. december 1946 til 1. august 1954 mellem Den franske union ledet af Frankrig og Viet Minh ledet af Ho Chi Minh. De fleste kampe fandt sted i Nordvietnam (som franskmændene kaldte Tonkin), selv om konflikten foregik i hele Vietnam og spredte sig til nabolandene Laos og Cambodja.

## Forløb
Viet Minh startede et oprør mod det franske styre af Fransk Indokina. De første år var krigen et lavintensitetsoprør, der hovedsageligt foregik på landet. Efter de kinesiske kommunister nåede Vietnams nordlige grænse i 1949, blev konflikten til en konventionel krig mellem to hære udstyret med moderne våben.
Efter syv års blodig konflikt blev franskmændene besejret ved Dien Bien Phu, hvor de blev angrebet af tropper under Võ Nguyên Giáp. De franske styrker var i stand til at nedkæmpe adskillige stormangreb med massive tab. Men direkte kinesisk støtte gav Vieth Minh adgang til tungt artilleri, skyttegrave og antiluftskyts, der lukkede franskmændenes eneste flugtvej og forsyningslinje – landingsbanen. De franske tropper var hovedsageligt kolonitropper fra Marokko, Algier og andre afrikanske lande og professionelle soldater, for at undgå at krigen blev upopulær på hjemmefronten.
I 1954 var krigen blevet upopulær hos den franske befolkning, men den politiske stagnation af Den Fjerde Republik betød, at franskmændene ikke kunne trække sig ud af krigen. Til at begynde med ville USA ikke blande sig, da de så den som en kolonikrig, men fra 1949 begyndte de at se det som en del af den kolde krig. Konsekvensen var, at USA støttede Frankrig politisk og økonomisk og i 1954 betalte 80% af de franske krigsomkostninger. Der var dog ikke væbnede amerikanske styrker involveret, hvilket skuffede franskmændene, der var lovet luftstøtte og forsyninger til Dien Bien Phu fra amerikanske hangarskibe.

## Konsekvens
Efter krigen blev Vietnam delt ved Genevekonferencen 21. juli 1954. Den nordlige del blev givet til Viet Minh, som den Demokratiske Republik Vietnam ("Nordvietnam") under Ho Chi Minh, mens den sydlige del blev Staten Vietnam ("Sydvietnam") under kejser Bảo Đại. Et år senere blev Bảo Đại afsat af sin premierminister, Ngô Đình Diệm, og landet ændrede navn til Republikken Vietnam.
Diệm nægtede at holde landsdækkende valg i 1956, som der var lagt op til på Genevekonferencen. Det førte til, at krigen igen brød ud i 1959, som Den anden indokinesiske krig, eller Vietnamkrigen.